# Trevor (Film)
Trevor ist ein US-amerikanischer Kurzfilm von Peggy Rajski aus dem Jahr 1994.

## Handlung
Das Jahr 1981: Trevor durchläuft den Beginn der Pubertät, schreibt Tagebuch und verehrt Diana Ross. Während andere Jungen seines Alters erste Erfahrungen mit ihren Freundinnen sammeln, schaut sich Trevor lieber Fame im Fernsehen an. Eines Tages notiert er glücklich in seinem Tagebuch, dass er sich mit Sportler Pinky Farraday angefreundet habe. Er verbringt viel Zeit mit ihm und ist glücklich, als Pinky ihn bei seinem Wunsch, Schauspieler zu werden, unterstützt. Bald jedoch werden in der Schule Gerüchte laut, dass Trevor homosexuell sei. Pinky bricht auf Betreiben seiner Eltern den Kontakt zu Trevor ab. Trevors Eltern wiederum lassen ihren Sohn von Pfarrer Jon aufklären, der zudem nachhakt, ob Trevor je Lust auf das gleiche Geschlecht gehabt habe. Trevor ist sich nach dem Gespräch sicher, sein Leben ändern zu müssen, unterzutauchen oder sich zumindest die Haare zu färben. Dann wieder schwankt er zwischen dem Wunsch, berühmt zu sein und zu sterben. Er entscheidet sich für letzteres und nimmt zu den Klängen von Endless Love eine Überdosis Tabletten, die sich im Krankenhaus als Aspirin herausstellen. Im Krankenhaus lernt er den jungen Pfleger Jack kennen, der ihm wieder Hoffnung gibt. Als er aus dem Krankenhaus entlassen wird, weiß Trevor, dass er leben will – nicht zuletzt wegen Jack, der ihm eine Karte zu einem Diana-Ross-Konzert geschenkt hat, das beide gemeinsam besuchen werden.

## Produktion
Trevor beruht auf der Bühnenshow Word of Mouth von James Lecesne, der auch das Drehbuch für den Film schrieb. Die Kostüme schuf Susan Lyall, die Filmbauten stammen von Leslie McDonald.
Der Film wurde 1994 uraufgeführt und im Januar 1995 im Rahmen des Sundance Film Festival gezeigt. In Deutschland lief der Film auf der Berlinale 1995. Es folgten zahlreiche Aufführungen auf LGBT-Festivals in den USA und Kanada. Im Jahr 1998 wurde Trevor auf HBO erstmals im US-amerikanischen Fernsehen gezeigt, wobei der Film eine Einleitung von Ellen DeGeneres erhielt. Zur Zeit der Fernsehpremiere wurde das Projekt The Trevor Lifeline ins Leben gerufen, eine telefonische Not-Anlaufstelle für jugendliche Lesben, Schwule, Bisexuelle und Transgender, das seither als Trevor Project um weitere Kontaktwege (Chat u. a.) erweitert wurde.

## Soundtrack
Im Film sind verschiedene Lieder zu hören:
- Diana Ross – Theme From Mahogany (Do You Know Where You’re Going To)
- Diana Ross – It’s My Turn
- Diana Ross – I’m Coming Out
- Diana Ross – Ain’t No Mountain High Enough
- Lionel Richie and Diana Ross – Endless Love
- Erica Gimpel – Fame
- Emily Bindiger – Anything Goes

## Auszeichnungen
Trevor gewann 1995 den Oscar in der Kategorie Bester Kurzfilm und den Teddy Award der Berlinale für den Besten Kurzfilm. Auf dem San Francisco International Lesbian & Gay Film Festival erhielt der Film 1995 den Publikumspreis und wurde auf dem Sundance Film Festival 1995 mit dem Spezialpreis der Jury ausgezeichnet.